# 2020–2021-es EHF-bajnokok ligája
A 2020–2021-es EHF Bajnokok Ligája volt az európai kézilabda-klubcsapatok legrangosabb tornájának 61. kiírása, ezen a néven pedig a 28. A bajnokság úgy indult el 2020. szeptember 16-án, hogy hivatalos címvédő nem volt, mivel a koronavírus-járvány miatt az előző szezonból a Final Fourt 2020. december 28-29-re halasztották. (Ezt a tornát a német THW Kiel nyerte) Miután az előző magyar bajnoki szezont a szintén a járvány miatt félbe szakították és nem hirdettek végeredményt, a Magyar Kézilabda-szövetség a 2018–2019-es bajnokság végeredménye alapján a Telekom Veszprém KC-t és a Pick Szegedet nevezte erre a szezonra.
A torna lebonyolításán az előző évhez képest változtattak, a résztvevő csapatok számát 16-ra csökkentették. A kupát a spanyol Barcelona nyerte meg története során 10. alkalommal, miután a döntőben 36–23-ra legyőzte a dán Aalborg Håndbold csapatát.

## Lebonyolítás
24 csapat jelezte indulási szándékát a bajnokságban. Az EHF úgy döntött, hogy ebben a szezonban sem rendeznek kvalifikációs tornákat, a 16 indulót több különféle szempont szerint választották ki.
A csoportkörbe jutott 16 csapatot két csoportba sorolták. A csoportokból az eredeti tervek szerint a csoportgyőztes és a második helyezett egyből a negyeddöntőbe jutott volna, a 3-6. helyezettek pedig a nyolcaddöntőt játszottak volna. Az EHF azonban látva az elmaradt és a sűrű versenynaptár miatt be nem pótolható mérkőzéseket úgy döntött, hogy minden csapat továbbjut a nyolcaddöntőbe.
A negyeddöntőből továbbjutó csapatok jutottak a 2021. június 12-13-án megrendezett kölni Final Fourba, ahol eldőlt a bajnoki cím sorsa.

## Csapatok
Ebben a Bajnokok Ligája szezonban a következő csapatok indultak.
| A és B csoport      | A és B csoport | A és B csoport      | A és B csoport    |
| ------------------- | -------------- | ------------------- | ----------------- |
| Meskov Breszt       | Zagreb         | Aalborg             | Barcelona         |
| Paris Saint-Germain | HBC Nantes     | Flensburg-Handewitt | THW Kiel          |
| Telekom Veszprém KC | Pick Szeged    | Vardar Szkopje      | Elverum Håndball  |
| Vive Targi Kielce   | Porto          | RK Celje            | Motor Zaporizzsja |

## Csoportkör

### A csoport
| #  | Csapat              | M  | Gy | D | V  | G+  | G–  | Gk  | P  |
| -- | ------------------- | -- | -- | - | -- | --- | --- | --- | -- |
| 1. | Flensburg-Handewitt | 14 | 10 | 1 | 3  | 341 | 336 | +5  | 21 |
| 2. | Paris Saint-Germain | 14 | 9  | 1 | 4  | 388 | 327 | +61 | 19 |
| 3. | Vive Tauron Kielce  | 14 | 9  | 1 | 4  | 442 | 414 | +28 | 19 |
| 4. | Meskov Breszt       | 14 | 7  | 1 | 6  | 383 | 380 | +3  | 15 |
| 5. | Porto               | 14 | 5  | 2 | 7  | 361 | 362 | –1  | 12 |
| 6. | Pick Szeged         | 14 | 6  | 0 | 8  | 318 | 329 | –11 | 12 |
| 7. | Vardar Szkopje      | 14 | 3  | 3 | 8  | 335 | 350 | –15 | 9  |
| 8. | Elverum Håndball    | 14 | 2  | 1 | 11 | 387 | 457 | –70 | 5  |

| FLE   | PSG   | KIE   | BRE   | POR   | SZE   | VAR   | ELV   |
| ----- | ----- | ----- | ----- | ----- | ----- | ----- | ----- |
|       | 28–27 | 31–30 | 29–29 | 36–29 | 26–24 | 0–10  | 37–35 |
| 28–29 |       | 37–26 | 33–26 | 29–28 | 10–0  | 5–5   | 35–29 |
| 28–31 | 35–33 |       | 34–27 | 32–30 | 26–23 | 36–29 | 39–29 |
| 26–28 | 32–31 | 35–30 |       | 10–0  | 26–24 | 24–22 | 29–27 |
| 10–0  | 31–34 | 32–32 | 27–25 |       | 25–19 | 27–24 | 28–30 |
| 0–10  | 29–32 | 26–30 | 30–27 | 35–31 |       | 34–33 | 36–27 |
| 31–26 | 0–10  | 29–33 | 32–36 | 25–25 | 26–28 |       | 34–34 |
| 29–30 | 29–44 | 22–31 | 33–31 | 31–38 | 0–10  | 32–35 |       |

### B csoport
| #  | Csapat              | M  | Gy | D | V  | G+  | G–  | Gk  | P  |
| -- | ------------------- | -- | -- | - | -- | --- | --- | --- | -- |
| 1. | FC Barcelona        | 14 | 14 | 0 | 0  | 505 | 412 | +93 | 28 |
| 2. | Telekom Veszprém KC | 14 | 9  | 2 | 3  | 443 | 392 | +51 | 20 |
| 3. | THW Kiel            | 14 | 7  | 2 | 5  | 394 | 378 | +16 | 16 |
| 4. | Aalborg             | 14 | 7  | 0 | 7  | 397 | 411 | –14 | 14 |
| 5. | Motor Zaporizzsja   | 14 | 7  | 0 | 7  | 389 | 411 | –22 | 14 |
| 6. | HBC Nantes          | 14 | 5  | 2 | 7  | 388 | 378 | +10 | 12 |
| 7. | RK Celje            | 14 | 4  | 0 | 10 | 372 | 413 | –41 | 8  |
| 8. | RK Zagreb           | 14 | 0  | 0 | 14 | 369 | 462 | –93 | 0  |

| BAR   | VES   | THW   | AAL   | ZAP   | NAN   | CEL   | ZAG   |
| ----- | ----- | ----- | ----- | ----- | ----- | ----- | ----- |
|       | 37–30 | 29–25 | 42–33 | 42–34 | 30–29 | 42–28 | 45–27 |
| 34–37 |       | 41–33 | 30–32 | 34–30 | 5–5   | 39–24 | 37–25 |
| 26–32 | 31–31 |       | 28–26 | 34–23 | 27–35 | 33–29 | 36–30 |
| 32–35 | 27–33 | 23–31 |       | 38–29 | 32–24 | 0–10  | 38–29 |
| 25–30 | 34–37 | 10–0  | 27–29 |       | 29–28 | 31–29 | 29–25 |
| 27–35 | 24–28 | 24–24 | 38–29 | 31–32 |       | 28–30 | 30–28 |
| 29–32 | 25–29 | 24–35 | 29–31 | 31–32 | 25–31 |       | 29–28 |
| 33–37 | 28–35 | 21–31 | 26–27 | 23–24 | 24–34 | 22–30 |       |

## Egyenes kieséses szakasz
Az eredeti kiírás szerint az egyenes kieséses szakaszba 12 csapat, míg az Az A és B csoport győztesei és második helyezettjei automatikusan a negyeddöntőbe kerültek volna, a 3-6. helyezettek a nyolcaddöntőbe, azonban az EHF 2021. február 10-én úgy rendelkezett, hogy mind a 16 csapat a nyolcaddöntőben folytathatja, tekintettel a koronavírus-járvány miatti nehézségekre. Az RK Zagreb nem tudott kiállni a Flensburg ellenében, miuzán csapatában több pozitív koronavírus-esetet is észletek.

### Nyolcaddöntők
| 1. csapat         | Össz.      | 2. csapat           | 1. mérk. | 2. mérk. |
| ----------------- | ---------- | ------------------- | -------- | -------- |
| HBC Nantes        | 58–56      | Łomża Vive Kielce   | 24–25    | 34–31    |
| MOL Pick Szeged   | 56–66      | THW Kiel            | 28–33    | 28–33    |
| Motor Zaporizzsja | 55–60      | Meskov Breszt       | 32–30    | 23–30    |
| Porto             | 56–56 (i.) | Aalborg             | 32–29    | 24–27    |
| RK Zagreb         | 0–20       | Flensburg           | 0–10     | 0–10     |
| Elverum Håndball  | 44–76      | Barcelona           | 25–37    | 19–39    |
| RK Celje          | 47–68      | Paris Saint-Germain | 24–37    | 23–31    |
| Vardar Szkopje    | 57–80      | Telekom Veszprém    | 27–41    | 30–39    |

### Negyeddöntők
| 1. csapat     | Össz. | 2. csapat           | 1. mérk. | 2. mérk. |
| ------------- | ----- | ------------------- | -------- | -------- |
| HBC Nantes    | 62–60 | Telekom Veszprém    | 32–28    | 30–32    |
| THW Kiel      | 59–63 | Paris Saint-Germain | 31–29    | 28–34    |
| Meskov Breszt | 57–73 | Barcelona           | 29–33    | 28–40    |
| Aalborg       | 55–54 | Flensburg           | 26–21    | 29–33    |

### Final Four
A Final Fourt ez évben is Kölnben rendezték, a Lanxess Arenában 2021. június 12-13-án.
|  |                     |                     |           |               |    |         |         |       |
|  | Elődöntők           | Elődöntők           | Elődöntők |               |    | Döntő   | Döntő   | Döntő |
|  | Elődöntők           | Elődöntők           | Elődöntők |               |    | Döntő   | Döntő   | Döntő |
|  | június 12.          |                     |           |               |    |         |         |       |
|  |                     |                     |           |               |    |         |         |       |
|  | Paris Saint-Germain | Paris Saint-Germain | 33        |               |    |         |         |       |
|  | Paris Saint-Germain | Paris Saint-Germain | 33        | június 13.    |    |         |         |       |
|  | Aalborg             | Aalborg             | 35        |               |    |         |         |       |
|  | Aalborg             | Aalborg             | 35        |               |    | Aalborg | Aalborg | 23    |
|  | június 12.          |                     |           |               |    | Aalborg | Aalborg | 23    |
|  |                     |                     | Barcelona | Barcelona     | 36 |         |         |       |
|  | Barcelona           | Barcelona           | Barcelona | Barcelona     | 36 | 31      |         |       |
|  | Barcelona           | Barcelona           |           |               |    |         |         |       |
|  | HBC Nantes          | HBC Nantes          | 26        |               |    |         |         |       |
|  | HBC Nantes          | HBC Nantes          | 26        | Bronzmérkőzés |    |         |         |       |
|  |                     |                     |           |               |    |         |         |       |
|  | június 13.          |                     |           |               |    |         |         |       |
|  |                     |                     |           |               |    |         |         |       |
|  | Paris Saint-Germain | Paris Saint-Germain | 31        |               |    |         |         |       |
|  | Paris Saint-Germain | Paris Saint-Germain | 31        |               |    |         |         |       |
|  | HBC Nantes          | HBC Nantes          | 28        |               |    |         |         |       |
|  | HBC Nantes          | HBC Nantes          | 28        |               |    |         |         |       |

## Statisztikák

### Góllövőlista
| Helyezés | Játékos             | Klub                | Gólok száma |
| -------- | ------------------- | ------------------- | ----------- |
| 1.       | Valero Rivera Folch | HBC Nantes          | 95          |
| 2.       | Dika Mem            | Barcelona           | 93          |
| 2.       | Mikita Vajlupav     | Meskov Breszt       | 93          |
| 4.       | Aleix Gómez         | Barcelona           | 92          |
| 5.       | Alex Dujsebajev     | Łomża Vive Kielce   | 90          |
| 6.       | Mikkel Hansen       | Paris Saint-Germain | 88          |
| 7.       | Niclas Ekberg       | THW Kiel            | 83          |
| 8.       | Petar Nenadić       | Telekom Veszprém    | 73          |
| 8.       | Sander Sagosen      | THW Kiel            | 73          |
| 10.      | Nedim Remili        | Paris Saint-Germain | 72          |

### Díjak
Az All Star-csapatot június 11-én hirdették ki.
| Poszt      | Játékos                             |
| ---------- | ----------------------------------- |
| Kapus      | Niklas Landin Jacobsen (THW Kiel)   |
| Jobbszélső | Aleix Gómez (Barcelona)             |
| Jobbátlövő | Dika Mem (Barcelona)                |
| Irányító   | Luka Cindrić (Barcelona)            |
| Balátlövő  | Mikkel Hansen (Paris Saint-Germain) |
| Balszélső  | Valero Rivera (HBC Nantes)          |
| Beálló     | Ludovic Fabregas (Barcelona)        |

Egyéb díjak
- MVP:  Gonzalo Pérez de Vargas[7] (Barcelona)
- Legjobb védőjátékos  Henrik Møllgaard (Aalborg Handbold)
- Legjobb fiatal játékos  Dylan Nahi (Paris Saint-Germain)
- Legjobb edző  Alberto Entrerríos (HBC Nantes)